# Looking Back to Yesterday
Looking Back To Yesterday – składanka zawierająca wcześniej nie publikowane utwory Michaela Jacksona i The Jackson 5. Utwory zostały remasterowane i wydane ponownie na składance Hello World: The Motown Solo Collection.

## Lista Utworów
| 1.  | "When I Come Of Age" (W.D.Parks/D.Fletcher/H.Davis)                   | 2:37  |
|     |                                                                       |       |
| 2.  | "Teenage Symphony" (G.Jones/H.Davis/M.McLeod)                         | 2:45  |
|     |                                                                       |       |
| 3.  | "I Hear A Symphony" (Holland-Dozier-Holland)                          | 3:01  |
|     |                                                                       |       |
| 4.  | "Give Me Half A Chance" (C.Davis)                                     | 3:26  |
|     |                                                                       |       |
| 5.  | "Love’s Gone Bad" (Holland-Dozier-Holland)                            | 3:08  |
|     |                                                                       |       |
| 6.  | "Lonely Teardrops" (B.Gordy/G.Gordy/T.Carlo)                          | 2:40  |
|     |                                                                       |       |
| 7.  | "You’re Good For Me" (E.Horan)                                        | 3:15  |
|     |                                                                       |       |
| 8.  | "That’s What Love Is Made Of" (R.Rogers/W.Robinson/W.Moore)           | 3:24  |
|     |                                                                       |       |
| 9.  | "I Like You The Way You Are (Don’t Change Your Love On Me)" (W.Hutch) | 2:57  |
|     |                                                                       |       |
| 10. | "Who’s Lookin’ For A Lover” (J.D.Hilliard/L.Ware)                     | 2:50  |
|     |                                                                       |       |
| 11. | "I Was Made to Love Her" (H.Cosby/L.Hardaway/S.Moy/Stevie Wonder)     | 3:20  |
|     |                                                                       |       |
| 12. | "If 'N I Was God" (R.Sherman/R.Sherman)                               | 3:02  |
|     |                                                                       |       |
|     |                                                                       | 36:25 |
|     |                                                                       |       |